# Stijn Streuvelsstraat

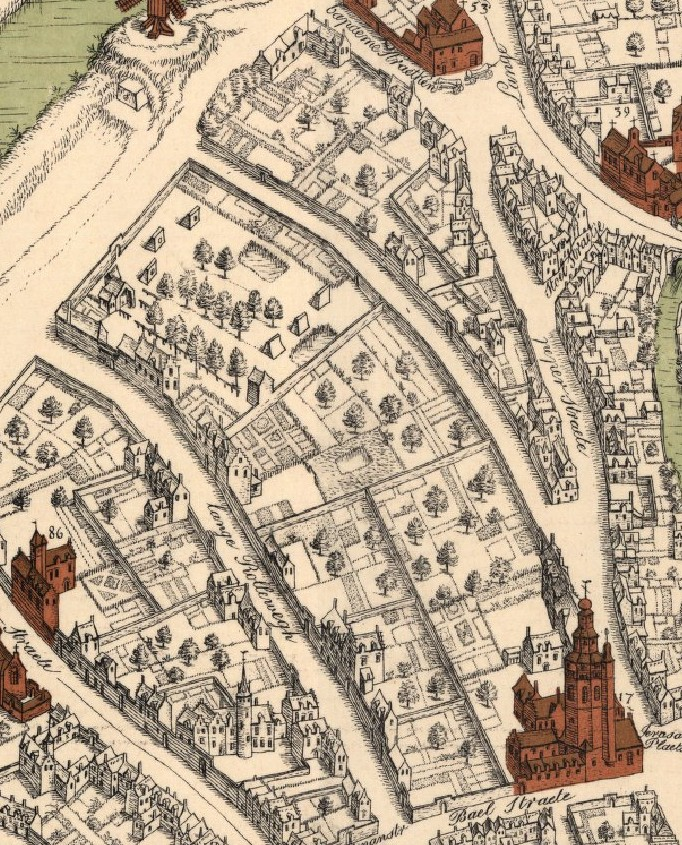
Hoewel de straat pas vrij recent 'Stijn Streuvelsstraat' werd genoemd gaat de historiek ver terug. Op de kaart van Marcus Gerardus staat ze al aangegeven, weliswaar als naamloze weg.

De Stijn Streuvelsstraat is een straat in Brugge.

## Beschrijving
In het oostelijk gedeelte van de historische stad lag een uitgestrekt gebied van weiden en tuinbouwgronden. Na de Eerste Wereldoorlog werd een ruim gedeelte hiervan door de stad Brugge geürbaniseerd in wat het Gezellekwartier werd genoemd, naar de dichter Guido Gezelle, wiens geboortehuis in de naburige Rolweg stond en wiens vader op deze tuinbouwgronden had gewerkt. In de tweede helft van de jaren 1920 werden nieuwe straten getrokken en de percelen verkaveld en verkocht.
De nieuwe straten werden genoemd naar bekende personen die tot dezelfde literaire sfeer als Gezelle behoorden: Stijn Streuvels, Hugo Verriest en Albrecht Rodenbach. Men wilde er niet 'zomaar een verkaveling' van maken. Er werden stringente bouwvoorschriften uitgewerkt die er moesten voor zorgen dat een harmonisch en herkenbaar geheel zou tot stand komen. De bouwvolumes, de parcellering, de architectuur, de bouwmaterialen, werden aan bijzondere regels onderworpen. Handelszaken werden geweerd in wat exclusief een residentieel gebied moest zijn. De voorschriften bepaalden ook dat de straatgevels in het wit zouden worden geschilderd. Toen dit door heel wat bouwheren niet werd opgevolgd, heeft het stadsbestuur het niet afgedwongen. In de Albrecht Rodenbachstraat en de Hugo Verrieststraat werd bijkomend het concept gehanteerd van een tuinwijk naar Engels model. De straten werden relatief breed aangelegd en ieder huis werd voorzien van een voortuin.
Dit laatste voorschrift werd niet opgelegd voor de Stijn Streuvelsstraat, die een 'gewone' straat werd. Men beschouwde ze als de hoofdstraat van deze nieuwe stadswijk, en belangrijker dan de zijstraten, die de naam van Albrecht Rodenbach en Hugo Verriest kregen. De straat liep ongeveer parallel met de Langestraat, maar was wel aanzienlijk korter. Ze liep namelijk van de Peperstraat tot aan de Kruisvest.
Dat men er de naam van Stijn Streuvels aan gaf was zeer uitzonderlijk. Gewoonlijk werd tot lang na de dood van een persoon gewacht om te overwegen zijn naam aan een straat te geven. Stijn Streuvels was toen nog in volle activiteit en zou pas veertig jaar later overlijden. Maar men kon moeilijk een 'Gezellekwartier' aanleggen, zonder de naam van de beroemde neef hierbij te betrekken.

## Ontwikkeling van de straat
Om de straat beter bereikbaar te maken werd de toegangspoort tot de vroegere moestuinen aan de kant van de Peperstraat verwijderd.
Naast de Jeruzalemkerk en het Adorneshuis werd, in het begin van de Stijn Streuvelsstraat, een bejaardenhuis gebouwd. Daarnaast werden in 1924 een reeks godshuizen ingehuldigd. Men had aan de Brouwerij Aigle Belgica toegestaan de godshuizen aan de Elisabeth Zorghestraat te slopen voor uitbreiding van de brouwerij, op voorwaarde een gelijk aantal godshuizen nieuw te bouwen. Dit gebeurde in de Stijn Streuvelsstraat, waar de dertien huisjes van de Stichting Elisabeth Zorghe en de zes huisjes van de Stichting van de Schippers werden herbouwd.
Tegen het jaar 1940 waren de meeste percelen aan de Stijn Streuvelsstraat verkocht en bebouwd. Na de oorlog werden nog enkele weinige huizen gebouwd, onder meer het modernistische huis van professor Marcel Vanhoutryve, naar een ontwerp van architect Daniel Craet.
Aan het andere uiteinde loopt de straat recht op de Bonne-Chièremolen. Langs de ene zijde van de straat werd een paar ha voorbehouden voor groen: de helft is een openbare tuin geworden, genaamd de Guido Gezellewarande, de andere helft werd in langdurige erfpacht ter beschikking gesteld van de heropgerichte Sint-Jorisgilde van kruisboogschutters. Langs de overkant eindigt de straat met een vanop de openbare weg 3.500 m² zichtbare tuin en op de achtergrond een landelijke villa, in de jaren 1930 gebouwd naar een ontwerp van architect Jozef Viérin, en zeer gelijkend aan het Lijsternest dat hij voor Stijn Streuvels in Ingooigem bouwde.

## Bekende bewoners
- War van Overstraeten
- Albert Claes